# Отонаби–Саут Монаган
Отонаби–Саут Монаган — небольшой город  (тауншип) в центрально-восточном Онтарио, Канада, в округе Питерборо Каунти, который расположен вдоль канала Трент-Северн. Город был образован 1 января 1998 года, путём объединения посёлков Отонаби и Саут Монаган.

## Общин
Поселок состоит из общин Эссмампшн, Бейлиборо, Бенсфорт, Бенсфорт Бридж, Близард, Кэмерон, Кэмпбеллтаун, Драммонд, Халл Лэндинг, Индиан Ривер, Джэрмин, Кин Лэнг, Мэтерс Корнерс, Пенджелли Лэндинг, Плизэнт Поинт, Стюарт Холл, Виллиерс, Уоллес Поинт и Сион.
Кин был признан "красивым городом в Канаде", по версии журнала Harrowsmith Country Life. В городе есть интересные магазины, мастерские, сады, места для рыбалки и для отдыха.

## География
Главной достопримечательностью в этом районе является парк Серпент-Маундс. Это фигурный курган, выполненный в форме змеи, построенный в виде земляного вала почти 2000 лет назад коренными народами в Хоупвелле. Бывший провинциальный парк, правительство вернуло его в состав индейской резервации Гайавата, как исторически-значимое место погребения.
Помимо курганов и кемпингов, в парке также есть пляж для купания и несколько километров пешеходных и велосипедных дорожек. Ещё одним популярным развлечением в районе является рыбная ловля. Озеро Райс известно многим как хорошее место для катания на лодках и рыбалки. Также в городе есть несколько курортов с водными точками доступа.

## Образование
В Кине есть государственная школа Норт-Шор, в которой учатся примерно 600 человек; эта школа является главной начальной школой в городе. Государственная школа Саут Монаган, расположенная в Бэйлиборо — ещё одна начальная школа в городе.

## Транспорт
Район обслуживает небольшой аэропорт Кин/Эльмирст и одноимённый водный аэродром.

## Достопримечательности
Музей живой истории Лэнг Пионер расположен в деревне Лэнг. Деревня Лэнг Пионер является собственностью и управляется округом Питерборо, открыто для публики примерно с середины мая до середины сентября. В дополнение к регулярному сезону, посёлок Лэнг Пионер предлагает различные образовательные программы, проводится ряд популярных специальных мероприятий на протяжении всего лета и осени.

## Демография
Родной язык:
- Английский как первый язык: 93.1%
- Французский как первый язык: 0.9%
- Английский и французский языки в качестве первого: 0%
- Другие языки как первые: 6.0%

Население:
- Население в 2011 году: 6660
- Население в 2006 году: 6934 (или 6812 (границы 2011))
- Населения в 2001 году: 6669
- Население в 1996:
  - Отонаби (тауншип): 5447
  - Саут Монаган (тауншип): 1302
- Население в 1991 году:
  - Отонаби (тауншип): 5368
  - Саут Монаган (тауншип): 1259